# Christopher Hitchens
Christopher Eric Hitchens (Portsmouth, Engleska, 13. travnja 1949. – Houston, Teksas, 15. prosinca 2011.) bio je ateistički aktivist, nositelj pokreta novog ateizma, englesko-američki pisac i novinar čije se knjige, eseji i novinarska karijera protežu na više od četiri desetljeća. Pisao je kolumne za Vanity Fair, The Atlantic, Slate, World Affairs, The Nation i Free Inquiry.
Iako je zadržao britansko državljanstvo, postao je američkim građaninom na stepenicama Jeffersonovog spomenika na svoj 58. rođendan, 13. travnja 2007. Posljednja mu je knjiga, Hitch-22: A Memoir, objavljena u lipnju 2010. Na turneji kojom je promovirao knjigu otkriven mu je rak jednjaka, o čemu vrlo otvoreno piše.

## Profesionalna karijera
Hitchens je poznat po oštrim kritikama, između ostalih i Henryja Kissingera, Billa i Hillary Clinton, te Majke Terezije. Zahvaljujući svom agresivnom stilu debatiranja, postao je ujedno hvaljena i kontroverzna figura. U početku svoje karijere političkog promatrača i polemičara istaknuo se u novinama i časopisima s lijeve strane političkog spektra u Ujedinjenom Kraljvstvu i Sjedinjenim Državama. 1989. se započeo distancirati od uhodane ljevice, nakon po njegovim riječima "mlake reakcije" europske ljevice na fetvu za ubojstvo Salmana Rushdieja. Teroristički napadi 11. rujna 2001. su osnažili njegovu podršku intervencionističkoj vanjskoj politici Sjedinjenih Država, i glasnu kritiku onoga što je nazivao "fašizmom s islamskim licem". Zbog mnogih članaka u kojima izražava potporu Ratu u Iraku proglašen je neokonzervativcem, dok on sam inzistira da nije "konzervativac bilo koje vrste".

## Novi ateizam
Prepoznat kao nositelj pokreta "Novog ateizma", Hitchens sebe opisuje kao antiteista, te štovatelja filozofskih vrijednosti prosvjetiteljstva. Tvrdi da bi osoba "mogla biti ateist i priželjkivati da je vjerovanje u boga ispravno", ali da je "antiteist, termin za kojeg želim da uđe u cirkulaciju, netko kome je drago da ne postoje dokazi za takvu tvrdnju". Vjeruje da je koncept boga ili vrhovnog bića totalitarno vjerovanje koje uništava osobnu slobodu, te da bi slobodni izričaj u znanstvena postignuća trebala zamijeniti religiju kao sredstvo podučavanja etike i definiranja ljudske civilizacije. Ateizmu i prirodi vjerovanja posvetio je svoj bestseler iz 2007., bog Nije Velik.
(Christopher je inzistirao da se ime knjige "bog Nije Velik" piše na način da se riječ bog piše malim početnim slovom, a sve ostale riječi imena knjige velikim početnim slovom, što se vidi i na svim izdanjima njegovih knjiga i na svim jezicima na koje su prevedene)

## Poznati citati
- "Go love your own enemies, don’t be loving mine! My enemies are the theocratic fascist, I don’t love them, I want to destroy them." (Volite svoje neprijatelje, ali nemojte voljeti moje! Moji neprijatelji su teokratski fašisti i ja ih ne volim, ja ih želim uništiti!)

- “Human decency is not derived from religion. It precedes it.” (Ljudski moralni standardi (pristojnost) ne dolaze od religija. Oni su prethodnici religija.)

- “What is it you most dislike? Stupidity, especially in its nastiest forms of racism and superstition.” (što najviše ne voliš? Ljudsku glupost - osobito u njezinim najgadnijim oblicima: rasizmu i praznovjerju)

- “Many religions now come before us with ingratiating smirks and outspread hands, like an unctuous merchant in a bazaar. They offer consolation and solidarity and uplift, competing as they do in a marketplace. But we have a right to remember how barbarically they behaved when they were strong and were making an offer that people could not refuse.” (Mnoge religije sada nam priaze s umilnim osmjesima i raširenih ruku, kao kakav bezopasni trgovac na tržnici. Nude utjehu i solidarnost i podizanje, natječu se kao na kapitalističkom tiržištu. No, imamo pravo pamtiti kako su se brutalno ponašali dok su bili jaki i dok im ljudi nisu smjeli reći NE."

## Djela
KNJIGE:
"Hostage to History: Cyprus from the Ottomans to Kissinger"
(Talac povijesti: Cipar od Osmanlija do Kissingera)
"Blood, Class and Nostalgia: Anglo-American Ironies"
(Krv, stalež i nostalgija: Anglo-američke ironije)
"Imperial spoils: The Curios case of Elgin Marbles"
(Carski plijen: zanimljiv slučaj mramornih dekoracija s Partenona)
"Why Orwell matters"
(Zašto je Orwell važan)
"No one left to lie to: The Triangulations of William Jefferson Clinton"
(Više nije ostao nitko kome možeš lagat: Dodvoravanja Williama Jeffersona Clintona)
"Letters to a young contrarian"
(Pisma mladom oporbenjaku)
"The Trial of Henry Kissinger"
(Suđenje Henryju Kissingeru)
"Thomas Jefferson: Author of America"
(Thomas Jefferson: Tvorac Amerike)
Thomas Paine's "Rights of Man": A biography
("Ljudska prava" Thomasa Paina: Biografija)
"god Is Not Great: How Religion Poisons Everything"
(bog Nije Velik: Kako religija truje sve)
"The Portable Atheist"
(Prenosivi ateist)
"Hitch-22: A Memoir"
(Hitch-22: Memoar)
"Mortality"
(Smrtnost)
PAMFLETI:
ZBIRKE ESEJA:
SURADNJE: